# University of York
Die Universität York (englisch: University of York) ist eine öffentliche Campus-Universität in der historischen Stadt York in England. Der Hauptcampus liegt südlich außerhalb der Stadt, nahe dem Dorf Heslington, aber auch in der Stadt sind einzelne Gebäude zu finden. Seit 2012 ist die Universität York Mitglied der Russell-Gruppe, eines elitären Verbunds der forschungsstärksten britischen Universitäten, sowie der Association of Commonwealth Universities.

## Geschichte und Campus
Die Universität wurde 1963 mit 200 Studenten eröffnet. Sie befand sich zunächst in King's Manor einem früheren Klostergebäude und Sitz von Thomas Wentworth (erbaut 15. Jh.) im heutigen Stadtinneren Yorks (heute Archäologisches Institut) und dem früheren Herrenhaus Heslington Hall (erbaut 1568).
1964 baute die Universität auf Acker- und Moorgebiet rund um die Heslington Hall südlich des alten York (in ca. 10 Minuten Fahrtzeit Entfernung) den heutigen Universitätscampus. Er wurde mit allen Colleges und Fakultäten sowie einigen Läden und einem Supermarkt rund um einen großen künstlichen See angelegt, der das heutige Bild mit Brücken und überdachten Verbindungswegen dominiert. Die alten Collegegebäude wurden meist in Fertigbauweise errichtet. Die Geisteswissenschaften sind zum großen Teil auf die Gebäude der alten Colleges verteilt, die Natur- und technischen Wissenschaften sowie die musikwissenschaftliche Fakultät (mit eigener Konzerthalle) besitzen eigene Gebäude für Forschung und Lehre.

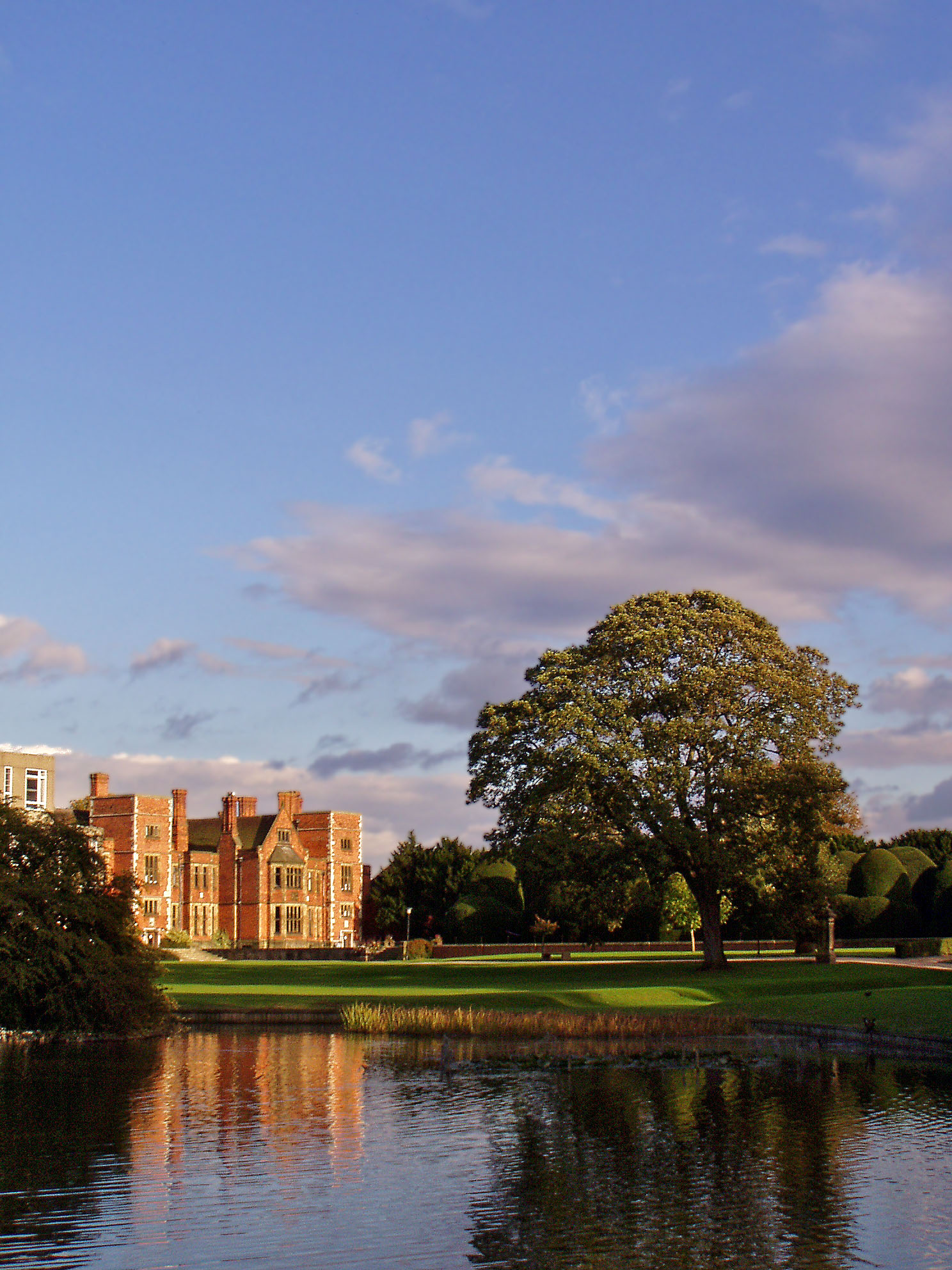
Heslington Hall. Eines der historischen Gebäude der Universität, am Ostrand des Campus gelegen

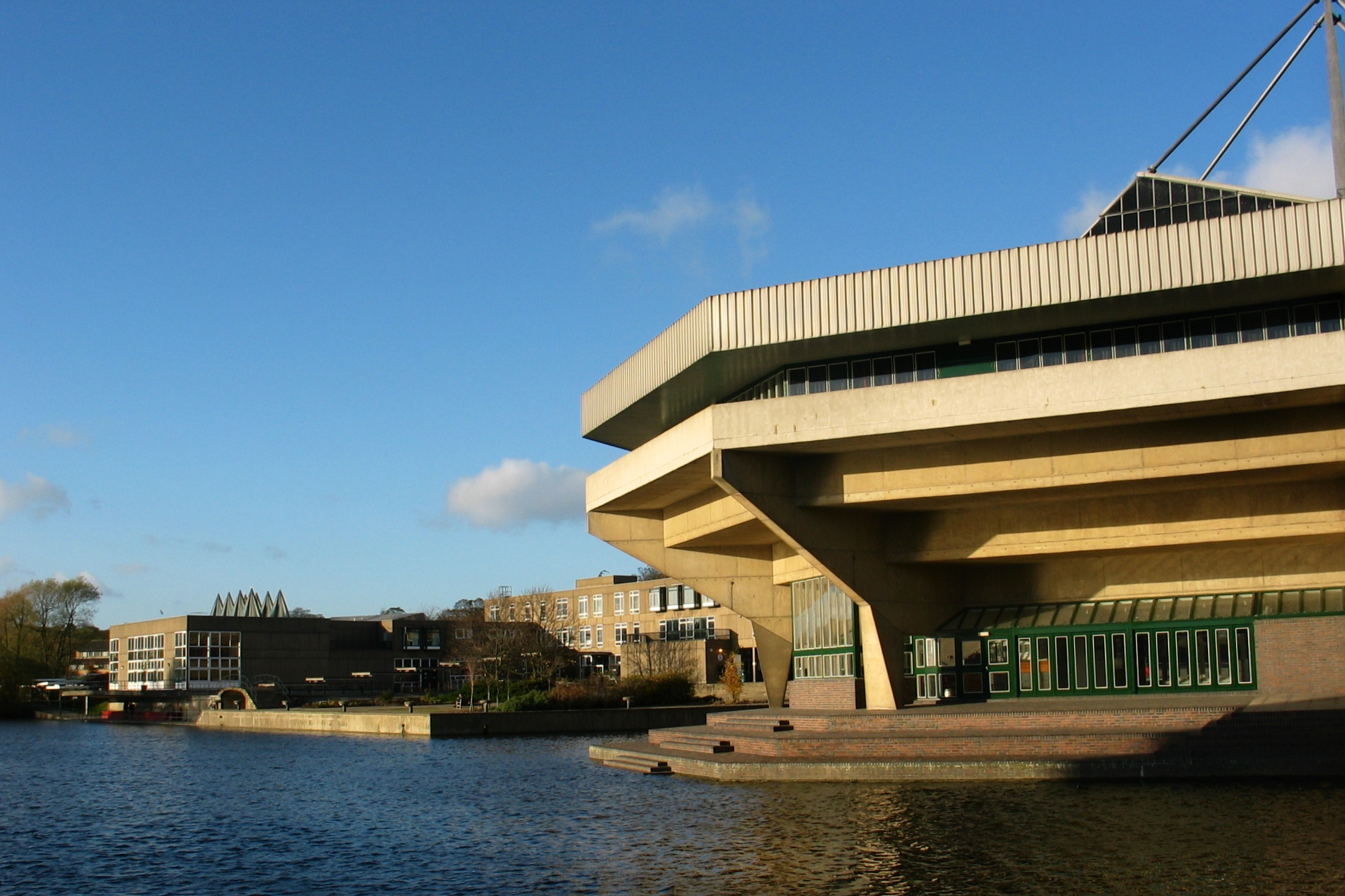
Blick von der Central Hall aus, dem Zentrum des Universitätscampus, über den Campussee in Richtung Vanbrugh-College

Kennzeichnend für das Erscheinungsbild des Campus ist die zentral gelegene Central Hall, ein großer, futuristischer Bau in UFO-förmigem Design (Spitzname „Mothership“), der für Versammlungen, Erstsemesterbegrüßungen und Konzerte genutzt wird. Auf dem Campus befinden sich außerdem eine Sporthalle und Sportplätze.
Aufgrund des Sees, zum Zeitpunkt des Baus des größten künstlichen Sees in Europa, ist auf dem Campus eine der höchsten Dichten an Enten, Gänsen und anderen Vögeln in Nordengland zu finden.
Zur Erweiterung der Universität wurde ein zweiter Campus, Heslington East, ab 2003 geplant, gebaut und ab 2008 bezogen. Oberhalb des eigentlichen Universitätscampus lag bereits bisher die umfangreiche Universitätsbibliothek, ein Schwimmbad, das von der Universität mitgenutzt wird sowie eine Reihe neu gebauter Forschungseinrichtungen. Am Campus Heslington East befinden sich: die Abteilung Informatik, die Abteilung Theater, Film, Fernsehen und Interaktive Medien, der Bereich Jura und die Managementlehrgänge.

## Colleges
Die Universität besteht aus elf Colleges, die hauptsächlich als Wohnraum und dem sozialen Leben der Studierenden einen Rahmen geben sollen. Jedes College wird von einem Provost geleitet. Die Struktur der Colleges ist nicht mit der in Oxford oder Cambridge zu vergleichen, das eigentliche universitäre Leben spielt sich in den Fakultäten ab, die eigenen Bibliotheken der Colleges sind klein im Vergleich zur Universitätsbibliothek. Der Großteil der Colleges unterhält allerdings eine eigene Bar und Räume für soziale Veranstaltungen, Fernsehräume, Billard etc. In einigen Colleges sind zumindest wöchentliche Veranstaltungen Teil des Studentenlebens und die regelmäßige engagierte Wahl von student representatives sorgt für die Vertretung und Organisation der studentischen Aktivitäten. Die Colleges sind in Flure unterteilt, die sich im Allgemeinen jeweils eine Küche teilen. Je nach Baudatum und Renovierungszustand unterscheiden sich die Colleges im Wohnkomfort, ein Großteil der College-Gebäude stammt noch aus dem ersten Bauabschnitt um 1960 und die Studentenzimmer werden schrittweise renoviert, ausgebaut und mit moderner Informationstechnik ausgestattet.
Die Colleges in der Baureihenfolge:
- Derwent (1965)
- Langwith (1965)
- Alcuin (1967)
- Vanbrugh (1967)
- Goodricke (1968)

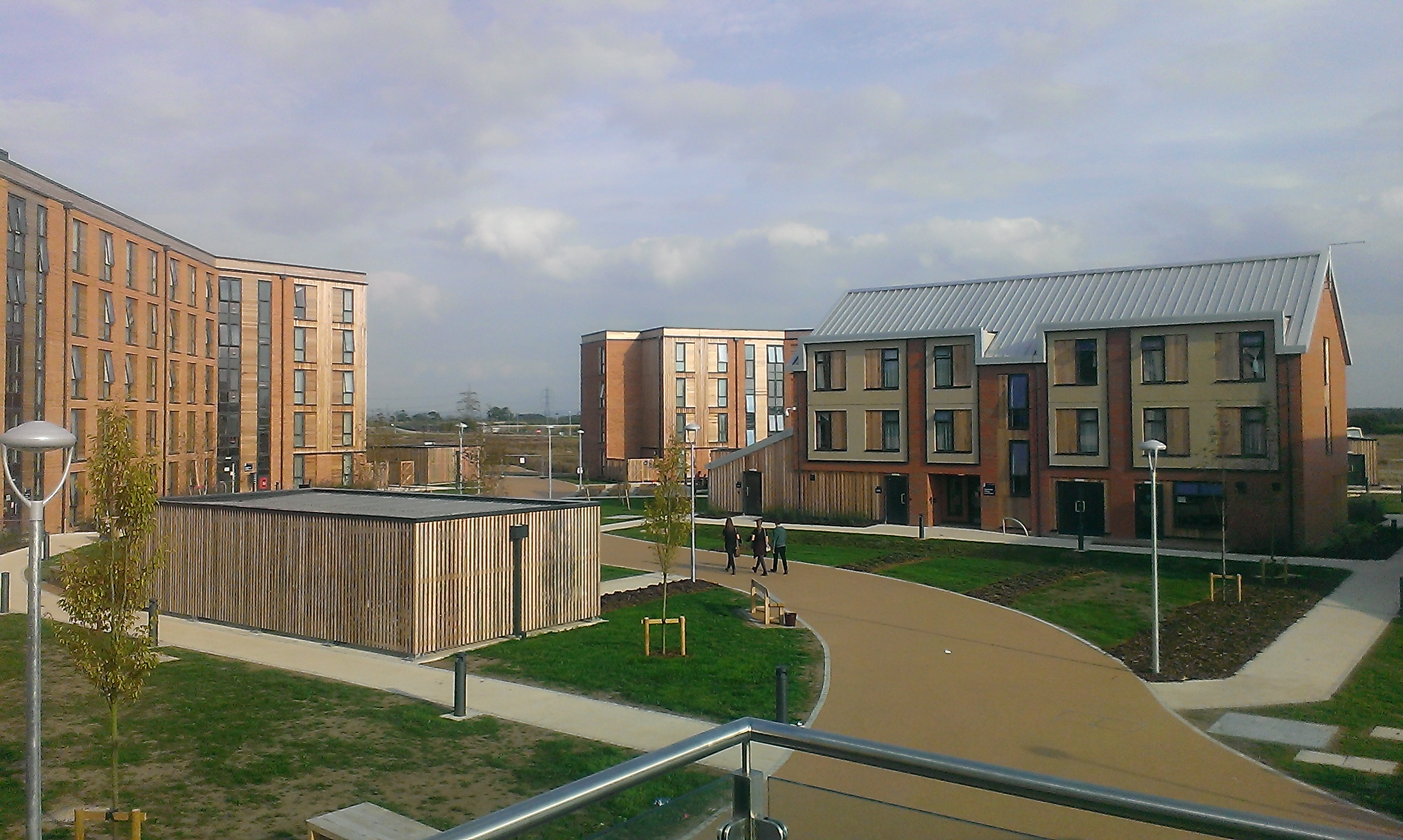
Constantine College, das 2014 neu gegründete College

- Wentworth (1972, für Postgraduierte)
- James (1990)
- Halifax (2001/02)
- Constantine (2014)
- Anne Lister (2021)
- David Kato (2023)[9]

Ergänzend existieren einige universitätseigene Wohnmöglichkeiten außerhalb des Campus. Die Wohnplätze innerhalb des Campus sind in erster Linie Studienanfängern vorbehalten.

## Studium und Leben
Für die Freizeitgestaltung hat sich an der Universität eine Vielzahl von Studentengruppierungen, die societies (kurz socs) gebildet, die von den Studenten selbst organisiert werden. Sie umspannen viele Sportarten von Cricket, Fußball, Tennis über Segeln und Rudern bis zu Bogenschießen, aber auch Künste, Musik, Astronomie an der kleinen Sternwarte der Universität, diverse Hobbys und Politik. Die societies werden durch die Universität finanziell und durch Infrastruktur wie Säle, Sportplätze, Kinosäle und Fuhrpark unterstützt. Studenten können für einen meist geringen Beitrag zu Beginn eines Terms Mitglied werden.

## Zahlen zu den Studierenden und den Mitarbeitern
Von den 22.695 Studenten des Studienjahrens 2020/2021 nannten sich 12.615 weiblich (55,6 %) und 10.050 männlich (44,3 %). 16.170 Studierende kamen aus England, 190 aus Schottland, 315 aus Wales, 95 aus Nordirland, 870 aus der EU und 4.965 aus dem Nicht-EU-Ausland. 14.865 der Studierenden (65,5 %) strebten ihren ersten Studienabschluss an, sie waren also undergraduates. 7.830 (34,5 %) arbeiteten auf einen weiteren Abschluss hin, sie waren postgraduates. Davon waren 1.370 in der Forschung tätig.
2018/2019 lernten 19.790 Studierende an der Universität, davon 11.035 Frauen und 8.735 Männer, und  12.815 auf einen ersten Abschluss hin. 2006 waren es etwa 9000, 2014/2015  16.835 Studierende gewesen. 2018/2019 hatte die Universität 4.370 Mitarbeiter gehabt, davon 1.935 wissenschaftliche Angestellte.

## Persönlichkeiten
- Daron Acemoğlu (* 1967), MIT Professor für angewandte Ökonomik, Träger der John Bates Clark Medal
- Rollo Armstrong (* 1966), britischer Musiker (Faithless)
- Tony Banks (1943–2006), britischer Sportminister
- Alan Baddeley (* 1934), britischer Psychologe
- Alex Callinicos (* 1950), britischer Intellektueller
- Aníbal Cavaco Silva (* 1939), portugiesischer Präsident
- Jung Chang (* 1952), britische Schriftstellerin
- Helen Dunmore (1952–2017), britische Schriftstellerin
- Dominic Fritz (* 1983), deutscher Politiker, Bürgermeister von Timișoara
- Graham Hitch (* 1946), britischer Psychologe
- George Lascelles, 7. Earl of Harewood (1923–2011), britischer Opernleiter und ehemaliger Kanzler der Universität
- Phil Lester (* 1987), YouTuber, Radiomoderator
- Peter Lord (* 1953), britischer Regisseur
- David Goodhart (* 1956), britischer Journalist und Autor
- Rozena Maart (* 1962), südafrikanische Dozentin für Englische Literatur, Philosophie und Psychoanalyse sowie feministische Schriftstellerin
- Geoffrey Pullum (* 1945), US-amerikanischer Linguist
- Jonathan Stroud (* 1970), britischer Schriftsteller
- Graham Swift (* 1949), britischer Schriftsteller

### Kanzler der Universität
Die Kanzler haben vor allem repräsentative Aufgaben. Die bisherigen Kanzlern waren:
- 1967–1978 Kenneth Clark (1903–1983), Kunsthistoriker, Museumsdirektor
- 1979–1990 Michael Swann, Baron Swann (1920–1990), Molekular- und Zellbiologe
- 1991–2004 Janet Baker (* 1933), Sängerin (Mezzosopran)
- 2004–2015 Greg Dyke (* 1947), Journalist, 2000 bis 2004 Direktor der BBC
- ab 2015: Malcolm Grant (* 1947), Jurist und Juraprofessor

### Vizekanzler
Die Vizekanzler haben die eigentliche Leitungsfunktion. Zu den bisherigen Vizekanlern zählen:
- 1962–1973 Eric James, Baron James of Rusholme (1909–1992), Pädagoge
- seit 2019: Charlie Jeffery (* 1964), Politikwissenschaftler